# Barenton
Barenton és un municipi francès situat al departament de la Manche i a la regió de Normandia. L'any 2007 tenia 1.282 habitants.

## Demografia

### Població
El 2007 la població de fet de Barenton era de 1.282 persones. Hi havia 572 famílies de les quals 240 eren unipersonals (108 homes vivint sols i 132 dones vivint soles), 168 parelles sense fills, 132 parelles amb fills i 32 famílies monoparentals amb fills.
La població ha evolucionat segons el següent gràfic:
Habitants censats

### Habitatges
El 2007 hi havia 748 habitatges, 577 eren l'habitatge principal de la família, 96 eren segones residències i 75 estaven desocupats. 694 eren cases i 54 eren apartaments. Dels 577 habitatges principals, 354 estaven ocupats pels seus propietaris, 209 estaven llogats i ocupats pels llogaters i 14 estaven cedits a títol gratuït; 8 tenien una cambra, 85 en tenien dues, 110 en tenien tres, 165 en tenien quatre i 209 en tenien cinc o més. 436 habitatges disposaven pel capbaix d'una plaça de pàrquing. A 259 habitatges hi havia un automòbil i a 197 n'hi havia dos o més.

### Piràmide de població
La piràmide de població per edats i sexe el 2009 era:
| Homes | Edats   | Dones |
| ----- | ------- | ----- |
| 0     | 95 o +  | 4     |
| 8     | 90 a 94 | 20    |
| 16    | 85 a 89 | 44    |
| 28    | 80 a 84 | 12    |
| 44    | 75 a 79 | 36    |
| 48    | 70 a 74 | 48    |
| 48    | 65 a 69 | 68    |
| 20    | 60 a 64 | 40    |
| 32    | 55 a 59 | 16    |
| 20    | 50 a 54 | 48    |
| 52    | 45 a 49 | 40    |
| 56    | 40 a 44 | 64    |
| 48    | 35 a 39 | 44    |
| 36    | 30 a 34 | 20    |
| 40    | 25 a 29 | 28    |
| 28    | 20 a 24 | 32    |
| 44    | 15 a 19 | 68    |
| 24    | 10 a 14 | 44    |
| 28    | 5 a 9   | 12    |
| 16    | 0 a 4   | 24    |

## Economia
El 2007 la població en edat de treballar era de 699 persones, 510 eren actives i 189 eren inactives. De les 510 persones actives 483 estaven ocupades (269 homes i 214 dones) i 27 estaven aturades (11 homes i 16 dones). De les 189 persones inactives 73 estaven jubilades, 52 estaven estudiant i 64 estaven classificades com a «altres inactius».

### Ingressos
El 2009 a Barenton hi havia 569 unitats fiscals que integraven 1.161,5 persones, la mediana anual d'ingressos fiscals per persona era de 15.734 €.

### Activitats econòmiques
Dels 55 establiments que hi havia el 2007, 2 eren d'empreses extractives, 3 d'empreses alimentàries, 6 d'empreses de fabricació d'altres productes industrials, 11 d'empreses de construcció, 10 d'empreses de comerç i reparació d'automòbils, 2 d'empreses de transport, 5 d'empreses d'hostatgeria i restauració, 4 d'empreses financeres, 1 d'una empresa de serveis, 8 d'entitats de l'administració pública i 3 d'empreses classificades com a «altres activitats de serveis».
Dels 23 establiments de servei als particulars que hi havia el 2009, 1 era una oficina d'administració d'Hisenda pública, 1 gendarmeria, 1 oficina de correu, 3 oficines bancàries, 1 funerària, 2 tallers de reparació d'automòbils i de material agrícola, 1 autoescola, 1 paleta, 2 guixaires pintors, 4 fusteries, 3 lampisteries, 2 perruqueries i 1 restaurant.
Dels 3 establiments comercials que hi havia el 2009, 1 era una botiga de més de 120 m², 1 una botiga de menys de 120 m² i 1 una peixateria.
L'any 2000 a Barenton hi havia 103 explotacions agrícoles que ocupaven un total de 2.205 hectàrees.

## Equipaments sanitaris i escolars
El 2009 hi havia 1 farmàcia i 1 ambulància.
El 2009 hi havia 1 escola elemental i 1 escola elemental integrada dins d'un grup escolar amb les comunes properes formant una escola dispersa.

## Poblacions més properes
El següent diagrama mostra les poblacions més properes.